# Лауша (Душетський муніципалітет)
Лауша (груз. ლაუშა) — село в Грузії.
За даними перепису населення 2014 року в селі проживає 7 осіб.